# 斯塔克縣 (伊利諾伊州)
斯塔克县（英語：Stark County）是美国伊利诺伊州西部的一個縣，面積746平方公里。根據2020年美國人口普查，共有人口5,400人。縣治土倫（Toulon）。該縣成立於1839年3月2日，縣名紀念美國獨立戰爭時期軍官約翰·史塔克。